# Julius Schladebach
Julius Schladebach, född 1810 i Kiel, död där den 21 september 1872, var en tysk tonsättare. 
Schladebach uppträdde först som litteratör och anförare för en manssångsförening i Dresden. Han blev 1855 tidningsredaktör i Posen och vistades från 1856 i Liegnitz. Schladebach var utgivare av de första häftena av det sedermera under Eduard Bernsdorfs redaktion utkomna Universal Lexikon der Tonkunst. Han komponerade och utgav åtskilliga sånger för mansröster.